# نشریه رافی یرتاسارداکان
نشریهٔ رافی یرتاسارداکان (به فارسی: رافی جوانان) نشریه‌ای است به زبان ارمنی که از سال  ۱۹۷۹ و در تبریز منتشر می‌شد.